# Lista dos condes de Genebra
Lista dos condes de Genebra

## Casa de Genebra

De prata, banda de azul acompanhada de dois leões do mesmo. Brasão utilizado por Aimão I

De ouro, quatro pontos equipolados de azul. Brasão definitivo a partir de Aimão II

Ver discussão com explicação da herarquia até Geralco I
- ? -901 : Roberto I de Genebra (870/880 - †901)
- ? -932 :  Albino I de Genebra, ( 900 - † 931/932),  filho
- ? -963 : Conrado I de Genebra ( 930 - † 963), filho
- 963-974 : Conrado II de Genebra (930 - †974), irmão de Conrado I
- 974-1001 : Alberto I de Genebra (960 - †1001, neto de Conrado I

Genealogia conhecida:
- 1001-v.1023 : Geraldo I de Genebra († c. 1023), seu filho, conde de Vienne, de Mauriena e de Genebra
- c.1023-c.1080 : Geraldo II de Genebra (por vezes chamado de Conon, † c. 1080), seu filho
- c.1080-1128 : Aimão I de Genebra, seu filho.
- 1128-1178 : Amadeu I de Genebra, seu filho
- 1178-1195 : Guilherme I de Genebra, seu filho
- 1195-1220 : Humberto I de Genebra, seu irmão
- 1220-1252 : Guilherme II de Genebra, seu irmão
- 1252-1265 : Rudolfo I  de Genebra (v. 1220-1265), seu filho
- 1265-1280 : Aimão II de Genebra († 1280), seu filho.  Novo brasão de armas [2]
- 1280-1308 : Amadeu II de Genebra († 1308), seu irmão
- 1308-1320 : Guilherme III de Genebra (1286-1320), seu filho
- 1320-1367 : Amadeu III de Genebra (v.1311-1367), seu filho
- 1367-1367 : Aimão III de Genebra († 1367), seu filho
- 1367-1369 : Amadeu IV de Genebra († 1369), seu irmão
- 1369-1370 : João I de Genebra († 1370), seu irmão
- 1370-1392 : Pedro I de Genebra († 1392), seu irmão
- 1392-1394 : Roberto II de Genebra (1342-1394), seu irmão, Antipapa de Avinhão com o nome de Clemente VII.

## Casa de Thoire

Bandada de ouro e gueules de seis peças.

- 1394-1400 : Humberto II, sobrinho materno de Roberto II
- 1400-1402 : Odão I, tio paterno de Humberto VII

## Casa de Saboia
A partir de 1402, o condado de Genebra pertence aos condes de Saboia, excepto nos períodos em que é dado em apanágio a ramos juniores da Casa de Saboia.
- 1402-1434 : Amadeu VIII de Saboia, Conde e depois Duque de Saboia
- : 1434-1444 : Filipe de Saboia (1417 † 1444), seu filho, recebe o condado em apanágio
- : 1444-1460 : Luís, Duque de Saboia (1413 † 1465), duque de Saboia, seu irmão
- : 1460-1482 : Luís de Saboia (1436 † 1482), seu filho, recebe o condado em apanágio
- : 1482-1491 : João de Saboia (1440 † 1491), seu irmão, recebe o condado em apanágio
- : 1491-1496 : Carlos II de Saboia (1489-1496), duque de Saboia, bisneto de Luis I
- : 1496-1497 : Filipe II de Saboia sem terra (1438-1497), duque de Saboia, seu tio avô, filho de Luis I
- : 1497-1504 : Felisberto II de Saboia o belo (1480-1504), duque de Saboia, seu filho
- : 1504-1514 : Carlos III de Saboia (1486-1553), duque de Saboia, seu irmão
- 1514-1533 : Filipe de Saboia-Nemours (1490 † 1533), recebe o condado em panágio, seu irmão
- 1533-1585 : Jaime de Saboia-Nemours (1531 † 1585), duque de Genebra em 1564, seu filho
- 1585-1595 : Carlos-Emanuel de Saboia-Nemours (1567 † 1595), seu filho
- 1595-1632 : Henrique I de Saboia-Nemours (1572 † 1632), seu irmão
- 1632-1641 : Luís de Saboia-Nemours (1615 † 1641), duque de Genebra, seu filho
- 1641-1652 : Carlos Amadeu de Saboia-Nemours (1624 † 1652), seu irmão
- 1652-1659 : Henrique II de Saboia-Nemours (1625 † 1659)
- 1659-1724 : Maria Joana Baptista de Saboia (1644 † 1724), filha de Carlos Amadeu
- : casada com Carlos-Emanuel II de Saboia (1634 † 1675), duque de Saboia e príncipe do Piemonte

O condado de Genebra foi em seguida reunido ao ducado de Saboia.

## Ligações internas
- Condado de Genebra
- Condes de Genebra
- Casa de Saboia
- Saboia-Nemours